# 大坪子豆腐柴
大坪子豆腐柴（学名：Premna tapintzeana）为马鞭草科豆腐柴属下的一个种。

## 扩展阅读
維基物種上的相關：大坪子豆腐柴